# Leeuwen (gemeente)
Leeuwen was tot 1818 een gemeente in de provincie Gelderland.
De gemeente Leeuwen bestond uit Boven-Leeuwen en Beneden-Leeuwen. Op 1 januari 1818 werd de gemeente opgeheven en bij de gemeente Wamel gevoegd.